# Borrèze
Borrèze é uma comuna francesa na região administrativa da Nova Aquitânia, no departamento Dordonha. Estende-se por uma área de 27,73 km². Em 2010 a comuna tinha 353 habitantes (densidade: 12,7 hab./km²).